# Crook, Durham
Crook är en ort i Storbritannien.   Den ligger i kommunen Durham i riksdelen England, i den centrala delen av landet, 400 km norr om huvudstaden London. Crook ligger 162 meter över havet och antalet invånare är 8 573.
Terrängen runt Crook är huvudsakligen platt, men västerut är den kuperad. Runt Crook är det tätbefolkat, med 257 invånare per kvadratkilometer. Närmaste större samhälle är Durham, 13,2 km nordost om Crook. Trakten runt Crook består i huvudsak av gräsmarker.